# Arhitektura secesije u Splitu
Arhitektura secesije u Splitu, zbirni naziv za arhitektonsko i urbanističko stvaralaštvo u Splitu na prijelazu 19. u 20. stoljeće.

## Uvod
Prva pojava secesijskog stila u arhitekturi Splita vidljiva je na privatnoj kući trgovca pokućstvom Vicka Nakića, oca arhitekta Špire Nakića, iz 1900. godine. Rani period secesije u Splitu, koji pojedini autori često nazivaju i „punom fazom secesije“, trajao je otprilike do 1918. Već 1920-ih njezin utjecaj slabi. Međutim, određene stilske karakteristike secesijske arhitekture zadržale su se u splitskoj arhitekturi čak do 1930-ih.
Secesija u Split dolazi posredstvom domaćih arhitekata koji su se školovali u Beču. Najistaknutiji su bili Špiro Nakić, Kamilo Tončić i Petar Senjanović. Radili su isključivo u periodu između 1900. i 1918. 
Secesija u Splitu najzastupljenija je u stambenoj arhitekturi, dok su objekti javne namjene manje zastupljeni. Gradi se uglavnom izvan povijesne jezgre (vile na Bačvicama, staroj cesti prema Solinu, padinama Marjana itd.), ali je i unutar jezgre izgrađeno nekoliko novih objekata (stambeno-poslovna zgrada Nakić, Narodni trg 1; stambeno-poslovna zgrada Dujma Savo, Morpurgova poljana 2; stambeno-poslovna zgrada Josipa Duplančića, Marmontova ul. 4). 
Secesijski oblikovni elementi – novi tipovi konstrukcija, uporaba novih materijala (što se prvenstveno odnosi na slobodnije korištenje stakla i lijevanog željeza) i izmijenjena prostorna organizacija u cilju postizanja funkcionalnosti – rijetko su istovremeno zastupljeni na jednome objektu. Arhitektura uglavnom zadržava tradicionalnu organizaciju prostora i volumen zgrade, a na pročelja se dodaje secesijska dekoracija. „Secesija u Splitu rijetko kad progovara čistim oblicima secesije.“

## Primjeri splitske secesijske arhitekture
Najraniji objekt u Splitu na kojem su uočljive secesijske stilske karakteristike već je ranije spomenuta kuća Vicka Nakića iz 1900. godine koja zauzima čitavu zapadnu stranu Narodnog trga. Tipološki je to stambeno-poslovna zgrada, koja u prizemlju ima prostor za trgovinu, a gornje tri etaže namijenjene su stanovanju. Dimenzije zgrade, ali i raskošna izvedba svjedoče o društvenom statusu investitora. Zgrada je i danas sačuvala visoku arhitektonsko-urbanističku i ambijentalnu vrijednost na prostoru trga.
Već godinu dana kasnije započela je izgradnja zgrade Sumpornih toplica na mjestu sumpornih izvora koji su se u zdravstvene svrhe koristili od 18. stoljeća. Investitori su bili privatnici Catani i Nagy, a natječaj je dobio arhitekt Kamilo Tončić. Zgrada je dovršena 1903. u nešto skromnijem obliku negoli je to bilo predviđeno prvim projektom (izostavljen je rizalitni istak na pročelju kao i dio dekoracije). Pa ipak, to se ostvarenje redovito navodi kao „najreprezentativniji i najcjelovitiji primjer secesijske arhitekture u Splitu.“ Sumporne toplice ujedno su i prvi projekt u Splitu pri čijoj su izgradnji primijenjeni čisti oblici secesije. Dodatnu vrijednost objektu pridodaje činjenica da je „mala čekaonica“ Sumpornih toplica među rijetkim (gotovo u cijelosti) sačuvanim secesijskim interijerima u Splitu. Poprilično su dobro sačuvane štukature, cementne pločice, željezne ograde stubišta i, među ostalim, drvena klupa koja se ondje izvorno nalazila.
Petar Senjanović projektirao je vilu Galetović u Slavićevoj ulici 42. Arhitektonski izraz pokazuje pomak prema funkcionalnosti i geometrijskoj varijanti secesije, što je ostvareno odbacivanjem suvišne dekoracije pročelja. Vila je arhitektonski izuzetno vrijedna i spada među najljepše secesijske vile u Splitu. Uvrštena je na Listu preventivno zaštićenih dobara Registra kulturnih dobara Republike Hrvatske. 
Valja spomenuti još nekoliko Senjanovićevih vila – vilu Smodlaka u Kliškoj ul. 13 iz 1906. godine, koja je jedan od rijetkih primjera primjene glazirane opeke u secesijskoj arhitekturi Splita i vilu Katunarić u Zrinsko-frankopanskoj ul. 10 iz 1913. Petar Senjanović ujedno je i najspominjaniji arhitekt u kontekstu splitske secesijske arhitekture i autor najvećega broja secesijskih vila u Splitu i okolici. U Senjanovićevoj motivici, repertoaru dekorativnih i konstruktivnih elemenata, prepoznatljiv je utjecaj tradicionalne dalmatinske arhitekture. Najkarakterističniji su neprofilirani kameni vijenci pod krovištem ili terasom poduprti kamenim konzolama. Također, njegovu arhitekturu karakterizira „oživljavanje volumena terasama, verandama, balkonima i trijemovima te razigranost krovnih ploha.“
U razdoblju secesije izgrađena je i zgrada Arheološkog muzeja u Splitu prema projektima bečkih graditelja Ohmanna i Kirsteina iz 1912. Zgrada je dovršena 1914., ali je za javnost otvorena tek 1922. godine. Izgradnju je inicirao don Frane Bulić. Na zgradi su uočljive sličnosti s projektom Museum Carnuntiuma u Deutsch Altenburgu nedaleko od Beča, koji je također radio navedeni autorski par. U doba kada je izgrađen prigovaralo se nedovoljnoj stilskoj prilagođenosti ambijentu.

## Galerija djela
- Kuća Vicka Nakića, arhitekt Špiro Nakić, Narodni trg 1, Split, 1900.
- Zgrada Sumpornih toplica, arhitekt Kamilo Tončić, Split, 1901.-1903.
- Secesijska vila Galetović, arhitekt Petar Senjanović, Slavićeva 42, Split
- Secesijska vila Katunarić, arhitekt Petar Senjanović, Zrinsko-frankopanska 10, Split, 1913.
- Zgrada Arheološkog muzeja u Splitu, arhitekti Ohmann i Kirstein, Zrinsko-frankopanska 25, Split, 1912.-1914.
- Secesijska vila Smodlaka, arhitekt Petar Senjanović, Kliška 13, Split, 1906.

## Vanjske poveznice
- Studio UP u Piranu nagrađen za hostel Golly&Bossy  Arhivirana inačica izvorne stranice od 12. veljače 2021. (Wayback Machine)
- Registar kulturnih dobara Republike Hrvatske[neaktivna poveznica]
- Arheološki muzej u Splitu